# Liste der Monuments historiques in Achères (Yvelines)
Die Liste der Monuments historiques in Achères (Yvelines) führt die Monuments historiques in der französischen Gemeinde Achères auf.

## Liste der Objekte
| Bezeichnung                         | Beschreibung    | Standort                       | Kennzeichnung | Schutzstatus | Datum | Bild |
| ----------------------------------- | --------------- | ------------------------------ | ------------- | ------------ | ----- | ---- |
| Ölgemälde mit Holzrahmen: Ecce Homo | 17. Jahrhundert | in der Kirche St-Martin (Lage) | PM78002229    | Inscrit      | 2015  |      |